# Lophopogonius crinitus
Lophopogonius crinitus är en skalbaggsart som först beskrevs av Leconte 1873.  Lophopogonius crinitus ingår i släktet Lophopogonius och familjen långhorningar. Inga underarter finns listade i Catalogue of Life.